# علی رشیدی
علی رشیدی(۱۳۱۴گرگان-) استاد دانشگاه، کارشناس اقتصاد ایران و رئیس سابق انجمن اقتصاد ایران و عضو سابق شورای رهبری جبهه ملی ایران و عضو هیئت رهبری و رئیس شورای مرکزی گروه جبهه ملی- سامان ششم می‌باشد. وی عضو مؤسس انجمن اقتصاد ایران، کنفدراسیون صنعت، جمعیت تولیدگران ایران؛ مشاور اقتصادی انجمن مدیران صنایع؛ و معاون پیشین اقتصادی بانک مرکزی است.

## تحصیلات و فعالیتهای اجرایی
رشیدی دکترای امور مالی بین‌المللی و بانکداری مرکزی از دانشگاه پنسیلوانیا و کارشناسی ارشد رشته اقتصاد بین‌الملل دارد.
او فعالیت‌های اجرایی خود را از سال ۱۳۴۸ تا ۱۳۶۲ در بانک مرکزی ایران انجام داد و در دوران خود مسوولیت‌هایی مانند: معاونت اقتصادی بانک مرکزی - دبیر هیئت عامل بانک مرکزی، را بر عهده گرفت. او همچنین مدتی نیز عضو هیئت مدیره بانک رفاه بود.

## فعالیت‌های سیاسی
علی رشیدی از اعضای شورای مرکزی و عضو هیئت رهبری جبهه ملی ایران است. رشیدی در سال ۱۳۸۲ در پی پلنوم الله‌یار صالح به عضویت شورای مرکزی انتخاب شد و در پی در گذشت دکتر ورجاوند به عضویت شورای رهبری انتخاب شد. وی مجدداً در انتخابات شورای مرکزی جبهه ملی ایران مورخ ۱۸/۵/۱۳۹۴ به عضویت شورای هیئت رهبری انتخاب شد.
دکتر رشیدی در سال ۱۳۹۶ به همراه کوروش زعیم داوود هرمیداس باوند و برخی دیگر جبهه ملی ایران (سامان ششم) را با انشعاب از جبهه ملی ایران تشکیل دادند. رشیدی در این مجموعه عضویت هیئت رهبری و ریاست شورای مرکزی را دارا می‌باشد.

## زندان و بازداشت
علی رشیدی از روز ۱۱ آبان ماه ۱۳۹۰ بازداشت شد.بازداشت و زندانی کردن او در پی یک بیانیه تحلیلی در مورد اوضاع اقتصادی، اجتماعی و سیاسی ایران برمی‌گردد که جبهه ملی ایران در ۲۵ مهر ماه ۱۳۹۰ منتشر کرده‌بود. وی در پی این بیانیه به دو سال زندان محکوم شد که پس از طی دوران زندان در سال ۱۳۹۴ آزاد شد.

## تالیفات
- نظام سرمایه‌داری و انقلاب صنعتی اروپا
- عربستان، آل سعود، وهابیت و نفت
- بازی شیطان با مردم خاورمیانه و ثروت آنان
- راز طبیعت انسان
- از ربا و رباخواری تا ابداع بانکداری مرکزی و پول اعتباری
- تحولات صدساله اقتصاد ایران در سایه روابط بین‌المللی (جلد اول، از مشروطیت تا جنگ جهانی دوم)